# Brian Andrada
Omar Brian Andrada (Mendoza, Argentina; 22 de junio de 1997) es un futbolista argentino. Juega de delantero o mediocampista y su equipo actual es Gimnasia y Esgrima de Mendoza de la Primera Nacional de Argentina.

## Trayectoria

### Gimnasia y Esgrima La Plata
Surgido de las inferiores de Gimnasia y Esgrima La Plata, debutó con el plantel superior, a la edad de 17 años, el 11 de abril de 2015 en la victoria 4 a 1 frente a Aldosivi por la fecha 9 del Campeonato de Primera División 2015.
Su segundo y último partido con el club lo jugó el 18 de febrero de 2016, en la victoria del "tripero" sobre Sarmiento de Junín por 3 a 1. En ese encuentro asistió a Walter Bou para el tercer gol del "lobo".

### Ferro Carril Oeste de General Pico
Después de casi dos años sin jugar con el primer equipo platense, se une a Ferro Carril Oeste de General Pico para diputar la segunda parte del Torneo Federal A 2017-18. En el conjunto pampeano jugó 10 partidos y no anotó goles.

### Gimnasia y Esgrima de Mendoza
En agosto de 2018 firma con Gimnasia y Esgrima de Mendoza, equipo de su provincia natal, debutando recién el 17 de julio de 2019 en la derrota por penales frente a River Plate por un partido correspondiente a la Copa Argentina.
Anotó su primer gol con el equipo mendocino el 10 de enero de 2021, en el empate a dos frente a San Martín de Tucumán por la fecha 7 del Campeonato Transición de Primera Nacional 2020.
En cuatro años con el "lobo mendocino" jugó 52 partidos, anotando 2 goles y repartiendo 2 asistencias.

### San Martín de Tucumán
Para la segunda mitad del Campeonato de Primera Nacional 2022 se suma a préstamo a San Martín de Tucumán, jugando su primer partido con la institución el 13 de junio en la victoria 2 a 1 frente a Brown de Adrogué, por la fecha 19 del torneo.
Su primer gol con el conjunto tucumano lo anotó el 11 de febrero de 2023 en la victoria 2 a 1 frente a All Boys, por la segunda fecha del Campeonato de Primera Nacional 2023.

## Estadísticas

### Clubes
| Gimnasia La Plata Argentina       | 1.ª           | 2015          | 1   | 0 | — | — | — | — | 1   | 0 | 0.00 |
| Gimnasia La Plata Argentina       | 1.ª           | 2016          | 1   | 0 | — | — | — | — | 1   | 0 | 0.00 |
| Gimnasia La Plata Argentina       | 1.ª           | 2016-17       | 0   | 0 | — | — | — | — | 0   | 0 | 0.00 |
| Gimnasia La Plata Argentina       | 1.ª           | 2017-18       | 0   | 0 | — | — | — | — | 0   | 0 | 0.00 |
| Gimnasia La Plata Argentina       | Total club    | Total club    | 2   | 0 | 0 | 0 | 0 | 0 | 2   | 0 | 0.00 |
| Ferro Carril Oeste (GP) Argentina | 3.ª           | 2017-18       | 8   | 0 | 2 | 0 | — | — | 10  | 0 | 0.00 |
| Ferro Carril Oeste (GP) Argentina | Total club    | Total club    | 8   | 0 | 2 | 0 | 0 | 0 | 10  | 0 | 0.00 |
| Gimnasia (M) Argentina            | 2.ª           | 2018-19       | 0   | 0 | 1 | 0 | — | — | 1   | 0 | 0.00 |
| Gimnasia (M) Argentina            | 2.ª           | 2019-20       | 5   | 0 | — | — | — | — | 5   | 0 | 0.00 |
| Gimnasia (M) Argentina            | 2.ª           | 2020          | 6   | 1 | — | — | — | — | 6   | 1 | 0.17 |
| Gimnasia (M) Argentina            | 2.ª           | 2021          | 26  | 0 | — | — | — | — | 26  | 0 | 0.00 |
| Gimnasia (M) Argentina            | 2.ª           | 2022          | 12  | 1 | 1 | 0 | — | — | 13  | 1 | 0.08 |
| Gimnasia (M) Argentina            | Total club    | Total club    | 49  | 2 | 2 | 0 | 0 | 0 | 51  | 2 | 0.04 |
| San Martín (T) Argentina          | 2.ª           | 2022          | 17  | 0 | — | — | — | — | 17  | 0 | 0.00 |
| San Martín (T) Argentina          | 2.ª           | 2023          | 35  | 4 | 2 | 0 | — | — | 37  | 4 | 0.11 |
| San Martín (T) Argentina          | Total club    | Total club    | 52  | 4 | 2 | 0 | 0 | 0 | 54  | 4 | 0.07 |
| Sportivo Trinidense Paraguay      | 1.ª           | 2024-A        | 9   | 0 | — | — | 7 | 1 | 16  | 1 | 0.06 |
| Sportivo Trinidense Paraguay      | Total club    | Total club    | 9   | 0 | 0 | 0 | 7 | 1 | 16  | 1 | 0.06 |
| Total carrera                     | Total carrera | Total carrera | 120 | 6 | 6 | 0 | 7 | 1 | 133 | 7 | 0.05 |
| 1. 2. 3.                          |               |               |     |   |   |   |   |   |     |   |      |